# 20624 Даріозанетті
20624 Даріозанетті (20624 Dariozanetti) — астероїд головного поясу, відкритий 9 жовтня 1999 року.
Тіссеранів параметр щодо Юпітера — 3,383.